# Stazione di Cefalù
La stazione di Cefalù è una stazione ferroviaria posta sulla linea Palermo-Messina, a servizio dell'omonima città siciliana.

## Storia

### Apertura
La storia della stazione di Cefalù è legata al travagliato avanzare dei lavori della linea Palermo - Messina.
Infatti, se il primo tratto della linea, costruito dalla Società Vittorio Emanuele, fu aperto il 28 aprile 1863 unendo Palermo a Bagheria e l'anno dopo a Trabia, per giungere infine nel 1866 a Termini Imerese, ci vollero ben altri tre anni per costruire i 7 km affinché la linea arrivasse a Fiumetorto. A questo punto però le difficoltà orografiche del percorso costiero per Messina e soprattutto la crisi finanziaria della compagnia Vittorio Emanuele fecero fermare i lavori di proseguimento. Solo vent'anni dopo l'apertura della tratta fino a Fiumetorto, i lavori di costruzione della linea tirrenica sicula ripresero a cura della nuova concessionaria, la Società per le strade ferrate della Sicilia, che avviò i lavori del primo tratto di linea costiera per Messina attivando, il 20 aprile 1887 i 23,72 km di linea fino a Cefalù che inaugurò la sua stazione ferroviaria 26 anni dopo l'unità d'Italia.

### Completamento della linea
Sette anni dopo la sua apertura la stazione smise di essere un capolinea oltre cui proseguire con altri mezzi per Messina, infatti, il 25 marzo 1894, venne aperto il tronco Cefalù – Castelbuono e la linea poté proseguire con una galleria oltre la rocca di Cefalù verso Messina. Bisognerà però aspettare l'apertura dei tratti Castelbuono – Tusa (20 novembre 1894) e Tusa – Capo d'Orlando (16 giugno 1895) perché i treni possano dalla stazione di Cefalù raggiungere direttamente Messina.

### Il futuro: raddoppio dei binari
La stazione di Cefalù fa parte del progetto RFI Pegasus per la riqualificazone di 101 stazioni importanti nel sud Italia. Dopo anni di ipotesi, fra cui quella prevista da RFI di una nuova fermata a Cefalù Ogliastrillo, si è deciso di procedere al raddoppio Fiumetorto - Cefalù - Castelbuono, dividendolo in due lotti: lotto 1 Fiumetorto - Cefalù Ogliastrillo e lotto 2 Cefalù Ogliastrillo - Castelbuono. Questo secondo lotto prevede la costruzione in galleria della nuova fermata di Cefalù.
La tratta  Cefalù Ogliastrillo - Castelbuono è attualmente in fase di raddoppio.
Il 15 settembre 2008 sono partiti i lavori di raddoppio della tratta Fiumetorto - Cefalù Ogliastrillo (lotto 1) che includono un riassetto ferroviario anche per Cefalù. I lavori avrebbero dovuto terminare entro la fine del 2011 ma nel giugno 2011 è stato siglato un ulteriore Atto Integrativo che ha protratto il termine contrattuale per il completamento delle opere al primo settembre 2013. I lavori sul lotto uno si sono conclusi il 17 dicembre 2017 con l'attivazione del doppio binario fino a Ogliastrillo. I lavori della tratta Cefalù Ogliastrillo-Castelbuono (lotto 2), appaltati alla Toto costruzioni, procedono a rilento.

### Il futuro: nuova fermata in sotterranea
L'attuale stazione sarà chiusa in favore dello spostamento della fermata 300 metri più a monte e in sotterranea all'interno della galleria prevista per il raddoppio della tratta Cefalù Ogliastrillo-Castelbuono. La futura fermata sarà collegata alla vecchia da un marciapiede mobile e le banchine collegate ad un mezzanino tramite scale mobili con un aspetto simile alla nuova stazione di Sanremo. Cefalù avrà quindi una stazione trasformata in semplice fermata e passeranno alla stazione di Castelbuono le funzioni di stazione e capolinea.
A lavori ultimati, grazie anche ai concomitanti lavori di potenziamento infrastrutturale del passante ferroviario di Palermo, a fronte di una significativa riduzione dei tempi di percorrenza e con l'introduzione di un servizio cadenzato nei collegamenti ferroviari tra Cefalù e Palermo, la fermata di Cefalù farà parte del servizio ferroviario metropolitano di Palermo che oggi si ferma a Termini Imerese. Cefalù godrà conseguentemente anche di un collegamento ferroviario diretto con l'aeroporto Punta Raisi di Palermo.

## Servizi
La stazione, classificata da RFI come Silver, dispone di:
- Biglietteria self-service
- Sala d'attesa
- Bar
- Edicola
- Annuncio sonoro treni in arrivo, in partenza e in transito
- Servizi igienici

## Movimento
Alla stazione di Cefalù fermano tutti i treni di varie categorie, treni regionali, regionali veloci, InterCity e InterCity notte. Le principali destinazioni della stazione sono Palermo Centrale, Sant'Agata di Militello, Messina Centrale e in più dei collegamenti diretti con Palermo Aeroporto (attivi solo nei festivi del periodo estivo). Gli interCity che effettuano fermata sono cinque (dieci in tutto, considerando quelli di provenienza da Roma o Milano): due IC giorno per Roma Termini, due IC notte per Roma Termini e un IC notte per Milano Centrale.

## Accessibilità
All'esterno sono disponibili parcheggi per le auto e per i motocicli. Vi è lo spazio per i taxi presidiato negli orari diurni. La stazione dispone di una fermata utilizzata dai servizi di bus pubblici e privati che la collegano con il circondario di Cefalù e con i comuni limitrofi delle Madonie.	
Quando venne inaugurata nel 1887 la stazione distava 600 metri dalle ultime abitazioni del paese (centro storico) mentre adesso è pienamente inglobata nella cittadina; pur essendo fuori dal centro storico di Cefalù la stazione dista solamente 900 metri dal duomo di Cefalù.